# ダイキ工業
有限会社ダイキ工業（ダイキこうぎょう）は、ガレージキットやPVC製のフィギュアを生産する企業である。
ガレージキットの生産においては高いシェアを持つ。主にレジンキャストやPVCの素材を手がける。
真空脱泡機や抱き枕カバーなど、フィギュア以外の商品も手がける。ガレージキットは、全て自社製の真空脱泡機で社内製造される。ワンダーフェスティバルなどの出展サークルからの依頼も受け付ける。また、金属製の骨格人形「アーマチュア」を応用したフレームを内蔵し、超軟質のウレタン樹脂で覆った「やわらかシリーズ」を自社サイトで販売している。